# 防空頭巾

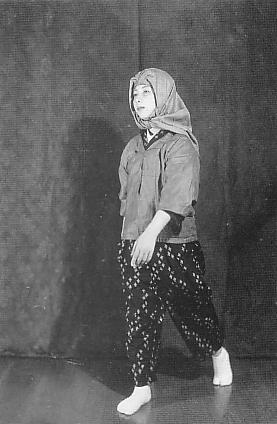
防空頭巾を被った女性

防空頭巾（ぼうくうずきん）とは、太平洋戦争末期の日本で使われた、空襲の際に落下物から首筋や顔を守る頭巾である。同時に頭髪を押さえ込み、頭髪が燃えるのを防ぐ役割も果たす。

## 形状
肩や首をすっぽりと覆う形で、綿や木綿を緩衝材として使っており、落下物や破片の衝突から頭部を守ることを目的としている。ヘルメットのような硬質な素材ではないことから得てして防御力はそれほど期待できなかったが、水に濡らしてかぶることで焼夷弾などによる火災の熱や火の粉から頭を保護することにも利用可能であった。
形状としては長方形の座布団の2辺を縫い合わせ、首の後ろから伸びる紐を取り付けたようなものの他、頭を覆うフードに肩まで伸びるクッションが垂れ下がったようなものが残されている。着用に際しては、首の後ろから伸びた紐をあご下で結ぶ。

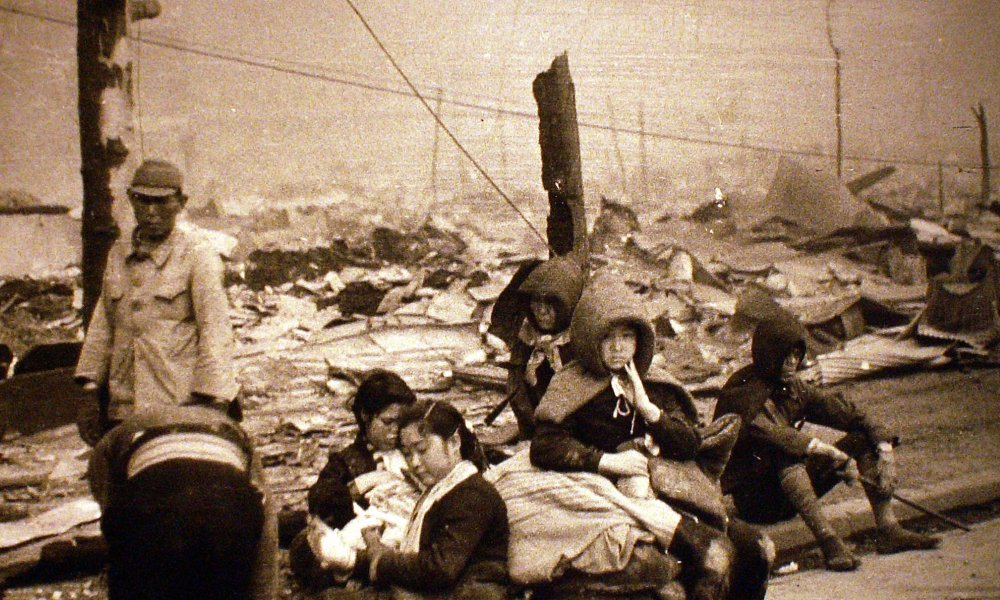
別所弥八郎撮影の東京大空襲の生存者

第二次世界大戦末期の日本では制空権の確保ができず、日本本土で全国的に空襲被害を被り、特に軍事拠点や政府機関の要所があった地域の都市部に重点的な爆撃が行われ、市民への被害も日常的に発生した。防空法によって都市部の住民の避難の禁止、消火活動参加への義務が被害を拡大した。これらから身を守るために1943年ごろから利用された。もちろん、落下してくる爆弾や焼夷弾の直撃や、あるいは戦闘機の機銃掃射を防ぐことはままならなかったが、防空壕に退避してなお爆撃の衝撃で壕が崩落した際の土石の落下や、爆散し飛来してくる爆弾や高射砲弾などの破片を防ぐ程度の効果は期待できたため、主に女性や子供に着用された。児童・学生らはこれらを登下校や移動の際に携帯し、空襲警報が発令されるとすぐさまこれを被って避難したという。
これらは各家庭にあった衣類などを再利用して保護者が各々製作したため、現存し平和資料として保存されているものも様々な模様・形状をしている。
また、現在の学校などで用いられている防災頭巾の原型と言えるものであり、防災頭巾には素材を戦後に開発された難燃繊維や不燃性のものに置き換え、耐熱性改善や軽量化、夜間の避難を考慮した反射テープの貼付などの安全性向上の為の改良が加えられているが、現在でもその形状はかつての防空頭巾を概ね基本にしている。